# پیتر گراهام
پیتر گراهام (به انگلیسی: Peter Graham) (زادهٰ ۱۳ مارس ۱۸۳۶ در ادینبرو، درگذشت ۱۸ اکتبر ۱۹۲۱) یک نقاش مناظر اهل اسکاتلند بود.
آثاری از او در موزه هنرهای زیبای تهران در معرض نمایش عمومی است.

## نگارخانه

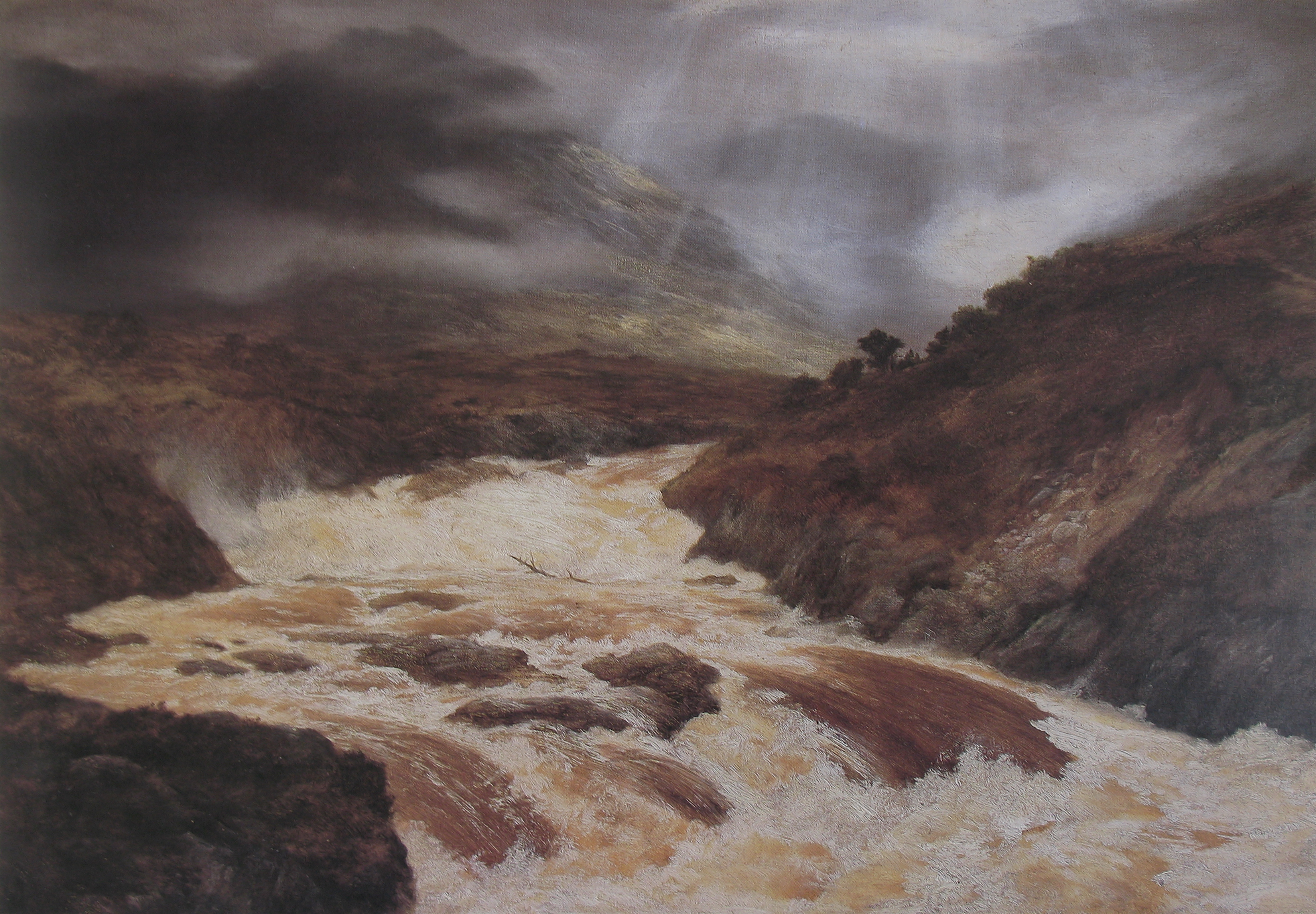
جاری شدن سیل در مناطق مرتفع؛ نسخه ۱۸۶۸